# Euro Beach Soccer League 2016
La Euro Beach Soccer League de 2016 (EBSL) fue la XIX edición de la máxima competición europea en el fútbol playa formada por selecciones nacionales masculinas, en un formato de liga y play-off.
Un total de 26 equipos participan en dos divisiones. Doce equipos compiten en la División A, como en las últimas temporadas, que consiste en los once primeros clasificados del año pasado más Rumanía que promocionó a primera división. La División B se ampliará para dar cabida a catorce naciones; aquellos que no ganaron la promoción de la temporada pasada, naciones que debutan o vuelven a la competición, además de Hungría, que descendió desde la primera división.
Esta temporada habrá tres etapas de competición. Cada equipo de la División A jugará en dos etapas, mientras que cada equipo de la División B jugará en una. El objetivo de cada selección será sumar puntos para la clasificación general.
Al final de las etapas, de acuerdo con la clasificación general, los ocho mejores equipos de la División A avanzarán a la Superfinal donde competirán por convertirse en los ganadores de la EBSL de este año. Mientras tanto, los siete mejores equipos de la División B y el último clasificado de la División A jugarán en la final de la promoción para tratar de ganarse un lugar en la División A del próximo año.
Portugal es el defensor del título.

## Organización

### Calendario y Sedes
| Fechas                 | País    | Ciudad   | Etapa      |
| ---------------------- | ------- | -------- | ---------- |
| Del 1 al 3 de julio    | Rusia   | Moscú    | Etapa 1    |
| Del 8 al 10 de julio   | España  | Sangenjo | Etapa 2    |
| Del 12 al 14 de agosto | Hungría | Siófok   | Etapa 3    |
| Del 25 al 28 de agosto | Italia  | Catania  | Superfinal |

### Equipos participantes
En cursiva los equipos debutantes.
| División A                     | División A                        | División A                    |
| ------------------------------ | --------------------------------- | ----------------------------- |
| Alemania Francia Polonia Rusia | Bielorrusia Grecia Portugal Suiza | España Italia Rumania Ucrania |

| División B                                  | División B                                         | División B                                |
| ------------------------------------------- | -------------------------------------------------- | ----------------------------------------- |
| Andorra Dinamarca Inglaterra Noruega Serbia | Azerbaiyán Estonia Kazajistán Países Bajos Turquía | Bulgaria Hungría Moldavia República Checa |

## Etapa 1 (Moscú, 1 - 3 de julio)
Todos los horarios corresponden a la hora local de Moscú (UTC+3)
Todos los partidos fueron dispuitados en el Yantar Stadium del distrito de Strogino

### División A
| Equipo  | Pts | PJ | PG | PG+ | PGP | PP | GF | GC | Dif |
| ------- | --- | -- | -- | --- | --- | -- | -- | -- | --- |
| Rusia   | 7   | 3  | 2  | 0   | 1   | 0  | 14 | 9  | +5  |
| Suiza   | 6   | 3  | 2  | 0   | 0   | 1  | 25 | 14 | +11 |
| Polonia | 3   | 3  | 1  | 0   | 0   | 2  | 13 | 14 | -1  |
| Francia | 0   | 3  | 0  | 0   | 0   | 3  | 6  | 21 | -15 |

| 1 de julio | Suiza | 10 - 4 | Francia |  |  |

| 1 de julio | Polonia | 2 - 4 | Rusia |  |  |

| 2 de julio | Suiza | 8 - 3 | Polonia |  |  |

| 2 de julio | Rusia | 3 - 0 | Francia |  |  |

| 3 de julio | Francia | 2 - 8 | Polonia |  |  |

| 3 de julio | Rusia | 7 - 7 (4-3 p) | Suiza |  |  |

| Equipo      | Pts | PJ | PG | PG+ | PGP | PP | GF | GC | Dif |
| ----------- | --- | -- | -- | --- | --- | -- | -- | -- | --- |
| España      | 9   | 3  | 3  | 0   | 0   | 0  | 13 | 6  | +7  |
| Italia      | 6   | 3  | 2  | 0   | 0   | 1  | 13 | 9  | +4  |
| Bielorrusia | 3   | 3  | 1  | 0   | 0   | 2  | 10 | 7  | +3  |
| Grecia      | 0   | 0  | 0  | 0   | 0   | 3  | 6  | 20 | -14 |

| 1 de julio | Italia | 4 - 3 | Bielorrusia |  |  |

| 1 de julio | Grecia | 3 - 7 | España |  |  |

| 2 de julio | Italia | 7 - 2 | Grecia |  |  |

| 2 de julio | España | 2 - 1 | Bielorrusia |  |  |

| 3 de julio | Bielorrusia | 6 - 1 | Grecia |  |  |

| 3 de julio | España | 4 - 2 | Italia |  |  |

| Equipo     | Pts | PJ | PG | PG+ | PGP | PP | GF | GC | Dif |
| ---------- | --- | -- | -- | --- | --- | -- | -- | -- | --- |
| Moldavia   | 8   | 3  | 2  | 1   | 0   | 0  | 14 | 11 | +3  |
| Estonia    | 6   | 3  | 2  | 0   | 0   | 1  | 16 | 7  | +9  |
| Serbia     | 3   | 3  | 1  | 0   | 0   | 2  | 12 | 17 | -5  |
| Kazajistán | 0   | 3  | 0  | 0   | 0   | 3  | 10 | 17 | -6  |

| 1 de julio | Moldavia | 4 - 3 | Kazajistán |  |  |

| 1 de julio | Serbia | 1 - 6 | Estonia |  |  |

| 2 de julio | Moldavia | 6 - 5 | Serbia |  |  |

| 2 de julio | Estonia | 7 - 2 | Kazajistán |  |  |

| 3 de julio | Kazajistán | 5 - 6 | Serbia |  |  |

| 3 de julio | Estonia | 3 - 4 (pr.) | Moldavia |  |  |

| Jugador         | Selección | Goles    |
| --------------- | --------- | -------- |
| Dejan Stanković | Suiza     | 10 goles |

| Jugador        | Selección |
| -------------- | --------- |
| Kirill Romanov | Rusia     |

| Jugador                   | Selección |
| ------------------------- | --------- |
| Fco. Jesús Donaire "Dona" | España    |

## Etapa 2 (Sangenjo, 8 - 10 de julio)
Todos los horarios corresponden a la hora local de Sangenjo (UTC+2)
Todos los partidos fueron dispuitados en un estadio construido para el evento en la Playa Siglar.

### División A
| Equipo  | Pts | PJ | PG | PG+ | PGP | PP | GF | GC | Dif |
| ------- | --- | -- | -- | --- | --- | -- | -- | -- | --- |
| España  | 9   | 3  | 3  | 0   | 0   | 0  | 20 | 6  | +14 |
| Ucrania | 6   | 3  | 2  | 0   | 0   | 1  | 13 | 8  | +5  |
| Francia | 3   | 3  | 1  | 0   | 0   | 2  | 8  | 19 | -11 |
| Rumania | 0   | 3  | 0  | 0   | 0   | 3  | 10 | 18 | -8  |

| 8 de julio | Ucrania | 5 - 1 | Francia |  |  |

| 8 de julio | Rumania | 2 - 7 | España |  |  |

| 9 de julio | Ucrania | 7 - 5 | Rumania |  |  |

| 9 de julio | España | 11 - 3 | Francia |  |  |

| 10 de julio | Francia | 4 - 3 | Rumania |  |  |

| 10 de julio | España | 2 - 1 | Ucrania |  |  |

| Equipo   | Pts | PJ | PG | PG+ | PGP | PP | GF | GC | Dif |
| -------- | --- | -- | -- | --- | --- | -- | -- | -- | --- |
| Suiza    | 9   | 3  | 3  | 0   | 0   | 0  | 18 | 9  | +9  |
| Portugal | 6   | 3  | 2  | 0   | 0   | 1  | 16 | 6  | +10 |
| Alemania | 3   | 3  | 1  | 0   | 0   | 2  | 8  | 20 | -12 |
| Grecia   | 0   | 3  | 0  | 0   | 0   | 3  | 8  | 15 | -7  |

| 8 de julio | Suiza | 10 - 4 | Alemania |  |  |

| 8 de julio | Grecia | 3 - 6 | Portugal |  |  |

| 9 de julio | Suiza | 6 - 4 | Grecia |  |  |

| 9 de julio | Portugal | 9 - 1 | Alemania |  |  |

| 10 de julio | Alemania | 3 - 1 | Grecia |  |  |

| 10 de julio | Portugal | 1 - 2 | Suiza |  |  |

### División B
| Equipo          | Pts | PJ | PG | PG+ | PGP | PP | GF | GC | Dif |
| --------------- | --- | -- | -- | --- | --- | -- | -- | -- | --- |
| República Checa | 6   | 2  | 2  | 0   | 0   | 0  | 8  | 6  | +2  |
| Noruega         | 3   | 2  | 1  | 0   | 0   | 1  | 8  | 8  | 0   |
| Países Bajos    | 0   | 2  | 0  | 0   | 0   | 2  | 5  | 7  | -2  |

| 8 de julio | Rep. Checa | 3 - 2 | P. Bajos |  |  |

| 9 de julio | Noruega | 4 - 3 | P. Bajos |  |  |

| 10 de julio | Rep. Checa | 5 - 4 | Noruega |  |  |

| Equipo     | Pts | PJ | PG | PG+ | PGP | PP | GF | GC | Dif |
| ---------- | --- | -- | -- | --- | --- | -- | -- | -- | --- |
| Inglaterra | 4   | 2  | 1  | 0   | 1   | 0  | 6  | 2  | +4  |
| Turquía    | 3   | 2  | 1  | 0   | 0   | 1  | 6  | 3  | +3  |
| Andorra    | 0   | 2  | 0  | 0   | 0   | 2  | 3  | 10 | –7  |

| 8 de julio | Inglaterra | 5 - 1 | Andorra |  |  |

| 9 de julio | Turquía | 5 - 2 | Andorra |  |  |

| 10 de julio | Inglaterra | 1 - 1 (3-1 p) | Turquía |  |  |

### Premios Individuales
| Jugador  | Selección | Goles   |
| -------- | --------- | ------- |
| Noel Ott | Suiza     | 5 goles |

| Jugador            | Selección |
| ------------------ | --------- |
| M. Santiso "Kuman" | España    |

| Jugador         | Selección |
| --------------- | --------- |
| Elinton Andrade | Portugal  |

## Etapa 3 (Siófok, 12 - 14 de agosto)
Todos los horarios corresponden a la hora local de Moscú (UTC+3)
Todos los partidos fueron dispuitados en el Yantar Stadium del distrito de Strogino

### División A
| Equipo      | Pts | PJ | PG | PG+ | PGP | PP | GF | GC | Dif |
| ----------- | --- | -- | -- | --- | --- | -- | -- | -- | --- |
| Bielorrusia | 9   | 3  | 3  | 0   | 0   | 0  | 14 | 6  | +8  |
| Rusia       | 6   | 3  | 2  | 0   | 0   | 1  | 11 | 7  | +4  |
| Portugal    | 3   | 3  | 1  | 0   | 0   | 2  | 12 | 8  | +4  |
| Rumania     | 0   | 3  | 0  | 0   | 0   | 3  | 6  | 22 | -16 |

| 12 de agosto | Rusia | 0 - 2 | Bielorrusia |  |  |

| 12 de agosto | Rumania | 0 - 7 | Portugal |  |  |

| 13 de agosto | Rusia | 7 - 2 | Rumania |  |  |

| 13 de agosto | Portugal | 2 - 4 | Bielorrusia |  |  |

| 14 de agosto | Bielorrusia | 8 - 4 | Rumania |  |  |

| 14 de agosto | Portugal | 3 - 4 | Rusia |  |  |

| Equipo   | Pts | PJ | PG | PG+ | PGP | PP | GF | GC | Dif |
| -------- | --- | -- | -- | --- | --- | -- | -- | -- | --- |
| Italia   | 6   | 3  | 2  | 0   | 0   | 1  | 13 | 8  | +5  |
| Ucrania  | 4   | 3  | 1  | 0   | 1   | 1  | 9  | 4  | +5  |
| Alemania | 3   | 3  | 1  | 0   | 0   | 2  | 7  | 12 | -5  |
| Polonia  | 1   | 3  | 0  | 0   | 1   | 2  | 11 | 16 | -5  |

| 12 de agosto | Italia | 5 - 1 | Alemania |  |  |

| 12 de agosto | Polonia | 3 - 3 (2-0 p) | Ucrania |  |  |

| 13 de agosto | Italia | 7 - 6 | Polonia |  |  |

| 13 de agosto | Ucrania | 5 - 0 | Alemania |  |  |

| 14 de agosto | Alemania | 6 - 2 | Polonia |  |  |

| 14 de agosto | Ucrania | 1 - 1 (3-1 p) | Italia |  |  |

| Equipo     | Pts | PJ | PG | PG+ | PGP | PP | GF | GC | Dif |
| ---------- | --- | -- | -- | --- | --- | -- | -- | -- | --- |
| Azerbaiyán | 9   | 3  | 3  | 0   | 0   | 0  | 13 | 4  | +9  |
| Hungría    | 6   | 3  | 2  | 0   | 0   | 1  | 16 | 11 | +5  |
| Bulgaria   | 3   | 3  | 1  | 0   | 0   | 2  | 10 | 18 | -8  |
| Dinamarca  | 0   | 3  | 0  | 0   | 0   | 3  | 11 | 17 | -6  |

| 12 de agosto | Azerbaiyán | 7 - 2 | Bulgaria |  |  |

| 12 de agosto | Dinamarca | 5 - 9 | Hungría |  |  |

| 13 de agosto | Azerbaiyán | 3 - 2 | Dinamarca |  |  |

| 13 de agosto | Hungría | 7 - 3 | Bulgaria |  |  |

| 14 de agosto | Bulgaria | 5 - 4 | Dinamarca |  |  |

| 14 de agosto | Hungría | 0 - 3 | Azerbaiyán |  |  |

| Jugador       | Selección   | Goles   |
| ------------- | ----------- | ------- |
| Ihar Bryshtel | Bielorrusia | 6 goles |

| Jugador       | Selección |
| ------------- | --------- |
| Gabriele Gori | Italia    |

| Jugador           | Selección   |
| ----------------- | ----------- |
| Valery Makarevich | Bielorrusia |

## Clasificaciones Finales
| Equipo      | Pts | PJ | PG | PG+ | PGP | PP | GF | GC | Dif |
| ----------- | --- | -- | -- | --- | --- | -- | -- | -- | --- |
| España      | 18  | 6  | 6  | 0   | 0   | 0  | 33 | 12 | +21 |
| Suiza       | 15  | 6  | 5  | 0   | 0   | 1  | 43 | 23 | +20 |
| Rusia       | 13  | 6  | 4  | 0   | 1   | 1  | 25 | 16 | +9  |
| Bielorrusia | 12  | 6  | 4  | 0   | 0   | 2  | 24 | 13 | +11 |
| Italia      | 12  | 6  | 4  | 0   | 0   | 2  | 26 | 17 | +9  |
| Ucrania     | 10  | 6  | 3  | 0   | 1   | 2  | 22 | 12 | +10 |
| Portugal    | 9   | 6  | 3  | 0   | 0   | 3  | 28 | 14 | +14 |
| Alemania    | 6   | 6  | 2  | 0   | 0   | 4  | 15 | 32 | -17 |
| Polonia     | 3   | 6  | 1  | 0   | 1   | 4  | 24 | 30 | -6  |
| Francia     | 3   | 6  | 1  | 0   | 0   | 5  | 14 | 40 | -26 |
| Grecia      | 0   | 6  | 0  | 0   | 0   | 6  | 14 | 35 | -21 |
| Rumania     | 0   | 6  | 0  | 0   | 0   | 6  | 16 | 40 | -24 |

| Equipo          | Med  | Pts | PJ | PG | PG+ | PGP | PP | GF | GC | Dif |
| --------------- | ---- | --- | -- | -- | --- | --- | -- | -- | -- | --- |
| Azerbaiyán      | 3,00 | 9   | 3  | 3  | 0   | 0   | 0  | 13 | 4  | +9  |
| República Checa | 3,00 | 6   | 2  | 2  | 0   | 0   | 0  | 8  | 6  | +2  |
| Moldavia        | 2,67 | 8   | 3  | 2  | 1   | 0   | 0  | 14 | 11 | +3  |
| Estonia         | 2,00 | 6   | 3  | 2  | 0   | 0   | 1  | 16 | 7  | +9  |
| Hungría         | 2,00 | 6   | 3  | 2  | 0   | 0   | 1  | 16 | 11 | +5  |
| Inglaterra      | 2,00 | 4   | 2  | 1  | 0   | 1   | 0  | 6  | 2  | +4  |
| Turquía         | 1,50 | 3   | 2  | 1  | 0   | 0   | 1  | 6  | 3  | +3  |
| Noruega         | 1,50 | 3   | 2  | 1  | 0   | 0   | 1  | 8  | 8  | 0   |
| Serbia          | 1,00 | 3   | 3  | 1  | 0   | 0   | 2  | 8  | 11 | -3  |
| Bulgaria        | 1,00 | 3   | 3  | 1  | 0   | 0   | 2  | 10 | 18 | -8  |
| Países Bajos    | 0,00 | 0   | 2  | 0  | 0   | 0   | 2  | 5  | 7  | -2  |
| Dinamarca       | 0,00 | 0   | 3  | 0  | 0   | 0   | 3  | 11 | 17 | -6  |
| Kazajistán      | 0,00 | 0   | 3  | 0  | 0   | 0   | 3  | 10 | 17 | -7  |
| Andorra         | 0,00 | 0   | 2  | 0  | 0   | 0   | 2  | 3  | 10 | -7  |

## Finales (Catania, 25 - 28 de agosto)
| Equipo      | Pts | PJ | PG | PG+ | PGP | PP | GF | GC | Dif |
| ----------- | --- | -- | -- | --- | --- | -- | -- | -- | --- |
| Ucrania     | 9   | 3  | 3  | 0   | 0   | 0  | 16 | 10 | +6  |
| España      | 5   | 3  | 1  | 1   | 0   | 1  | 14 | 11 | +3  |
| Bielorrusia | 3   | 3  | 1  | 0   | 0   | 2  | 13 | 10 | +3  |
| Alemania    | 0   | 3  | 0  | 0   | 0   | 3  | 5  | 17 | -12 |

| 25 de agosto | Bielorrusia | 4 - 5 | Ucrania |  |  |

| 25 de agosto | Alemania | 2 - 6 | España |  |  |

| 26 de agosto | Bielorrusia | 7 - 2 | Alemania |  |  |

| 26 de agosto | España | 5 - 7 | Ucrania |  |  |

| 27 de agosto | Ucrania | 4 - 1 | Alemania |  |  |

| 27 de agosto | España | 3 - 2 (pr.) | Bielorrusia |  |  |

| Equipo   | Pts | PJ | PG | PG+ | PGP | PP | GF | GC | Dif |
| -------- | --- | -- | -- | --- | --- | -- | -- | -- | --- |
| Portugal | 6   | 3  | 2  | 0   | 0   | 1  | 13 | 12 | +1  |
| Rusia    | 5   | 3  | 1  | 0   | 1   | 1  | 11 | 8  | +3  |
| Italia   | 3   | 3  | 1  | 0   | 0   | 2  | 14 | 15 | -1  |
| Suiza    | 1   | 3  | 0  | 0   | 0   | 3  | 13 | 16 | -3  |

| 25 de agosto | Portugal | 6 - 5 | Suiza |  |  |

| 25 de agosto | Rusia | 5 - 3 | Italia |  |  |

| 26 de agosto | Rusia | 3 - 2 (pr.) | Portugal |  |  |

| 26 de agosto | Suiza | 5 - 7 | Italia |  |  |

| 27 de agosto | Suiza | 3 - 3 (3-2 p) | Rusia |  |  |

| 27 de agosto | Italia | 4 - 5 | Portugal |  |  |

| 28 de agosto | Alemania | 2 - 8 | Suiza |  |  |

| 28 de agosto | Bielorrusia | 5 - 2 | Italia |  |  |

| 28 de agosto | España | 7 - 8 | Rusia |  |  |

| 28 de agosto | Ucrania | 2 - 1 | Portugal |  |  |

| Bandera de Ucrania |
| Campeón Ucrania    |
| 1r título          |

| Equipo   | Pts | PJ | PG | PG+ | PGP | PP | GF | GC | Dif |
| -------- | --- | -- | -- | --- | --- | -- | -- | -- | --- |
| Hungría  | 9   | 3  | 3  | 0   | 0   | 0  | 19 | 11 | +8  |
| Estonia  | 4   | 3  | 1  | 0   | 1   | 1  | 10 | 10 | 0   |
| Rumania  | 3   | 3  | 1  | 0   | 0   | 2  | 16 | 15 | 1   |
| Moldavia | 0   | 3  | 0  | 0   | 0   | 3  | 9  | 18 | -9  |

| 25 de agosto | Moldavia | 2 - 4 | Estonia |  |  |

| 25 de agosto | Hungría | 9 - 4 | Rumania |  |  |

| 26 de agosto | Moldavia | 4 - 5 | Hungría |  |  |

| 26 de agosto | Rumania | 3 - 3 (2-3 p) | Estonia |  |  |

| 27 de agosto | Estonia | 3 - 5 | Hungría |  |  |

| 27 de agosto | Rumania | 9 - 3 | Moldavia |  |  |

| Equipo          | Pts | PJ | PG | PG+ | PGP | PP | GF | GC | Dif |
| --------------- | --- | -- | -- | --- | --- | -- | -- | -- | --- |
| Azerbaiyán      | 9   | 3  | 3  | 0   | 0   | 0  | 12 | 4  | +8  |
| Inglaterra      | 3   | 3  | 1  | 0   | 0   | 2  | 10 | 7  | +3  |
| Turquía         | 3   | 3  | 1  | 0   | 0   | 2  | 10 | 12 | -2  |
| República Checa | 3   | 3  | 1  | 0   | 0   | 2  | 6  | 15 | -9  |

| 25 de agosto | Rep. Checa | 1 - 7 | Inglaterra |  |  |

| 25 de agosto | Turquía | 3 - 5 | Azerbaiyán |  |  |

| 26 de agosto | Rep. Checa | 4 - 3 | Turquía |  |  |

| 26 de agosto | Azerbaiyán | 2 - 0 | Inglaterra |  |  |

| 27 de agosto | Inglaterra | 3 - 4 | Turquía |  |  |

| 27 de agosto | Azerbaiyán | 5 - 1 | Rep. Checa |  |  |

| 28 de agosto | Moldavia | 2 - 3 | Rep. Checa |  |  |

| 28 de agosto | Rumania | 4 - 8 | Turquía |  |  |

| 28 de agosto | Estonia | 2 - 4 | Inglaterra |  |  |

| 28 de agosto | Hungría | 5 - 5 (3-4 p) | Azerbaiyán |  |  |

| Bandera de Azerbaiyán            |
| Asciende a División A Azerbaiyán |

### Premios Individuales
| Jugador     | Selección | Goles   |
| ----------- | --------- | ------- |
| P. Palmacci | Italia    | 8 goles |

| Jugador    | Selección |
| ---------- | --------- |
| Bê Martins | Portugal  |

| Jugador           | Selección |
| ----------------- | --------- |
| Vitalii Sydorenko | Ucrania   |